# Hydrocotyle galapagensis
Hydrocotyle galapagensis är en växtart i släktet Hydrocotyle och familjen araliaväxter.
Arten är endemisk på Galápagosöarna. Den beskrevs av Benjamin Lincoln Robinson 1902.